# Chè Điền Sơn
Chè Điền Sơn (danh pháp hai phần: Camellia reticulata) là một loài chè thuộc chi Camellia bản địa của khu vực tây nam Trung Quốc, trong tỉnh Vân Nam. Các quần thể hoang dã chỉ sinh sống hạn hẹp trong các khu rừng hỗn hợp miền núi tại miền tây và miền trung Vân Nam.
Nó là một loại cây bụi hay cây gỗ nhỏ, chia ra thành nhiều cành lòng thòng, có thể cao tới 10–15 m. Lá hình elíp hay elíp thuôn dài, dài 5–11 cm và rộng 4-5,5 cm. Gân lá khó thấy. Hoa có đường kính 6–10 cm, màu hồng nhạt tới đậm, với 5-11 cánh hoa. Nụ có vảy che phủ, hoa mọc ở đầu cành hay nách lá; ra hoa trong giai đoạn từ tháng 1 tới tháng 3 tại đông nam Trung Quốc. Quả là quả nang, dài khoảng 3,6 cm và rộng 4,6 cm.

## Danh pháp đồng nghĩa
- Camellia albescens H.T.Chang
- Camellia albosericeaH.T.Chang
- Camellia bailinshanica H.T.Chang, H.S.Liu & G.X.Xiang
- Camellia bambusifolia H.T.Chang, H.S.Liu & Y.Z.Zhang
- Camellia borealiyunnanica H.T.Chang
- Camellia brevicolumna H.T.Chang, H.S.Liu & Y.Z.Zhang
- Camellia brevigyna H.T.Chang
- Camellia brevipetiolata H.T.Chang
- Camellia chunii H.T.Chang
- Camellia chunii var. pentaphylax (Hung T.Chang) Hung T.Chang
- Camellia heterophylla Hu
- Camellia huiliensis H.T.Chang
- Camellia jinshajiangica H.T.Chang & S.L.Lee
- Camellia kangdianica H.T.Chang, H.S.Liu & G.X.Xiang
- Camellia kweichowensis H.T.Chang
- Camellia lanosituba H.T.Chang
- Camellia oligophlebia H.T.Chang
- Camellia paucipetala H.T.Chang
- Camellia pentapetala H.T.Chang
- Camellia pentaphylacoides H.T.Chang
- Camellia pentaphylax H.T.Chang
- Camellia phelloderma H.T.Chang, H.S.Liu & Y.Z.Zhang
- Camellia pitardii var. yunnanica Sealy
- Camellia reticulata f. albescens (Hung T.Chang) T.L.Ming
- Camellia reticulata f. simplex Sealy
- Camellia stichoclada H.T.Chang
- Camellia subliberopetala H.T.Chang
- Camellia xichangensis H.T.Chang
- Camellia xylocarpa (Hu) H.T.Chang ex H.T.Chang & B.Bartholmew
- Camellia xylocarpa (Hu) Hung T. Chang
- Desmitus reticulata (Lindl.) Raf.
- Thea reticulata (Lindl.) Pierre
- Yunnanea xylocarpa Hu

## Biểu tượng và sử dụng
Nó là loài hoa biểu tượng của tỉnh Vân Nam. Nó đã được gieo trồng từ lâu trong lịch sử để lấy tinh dầu trà cũng như để làm cây cảnh.

## Hình ảnh

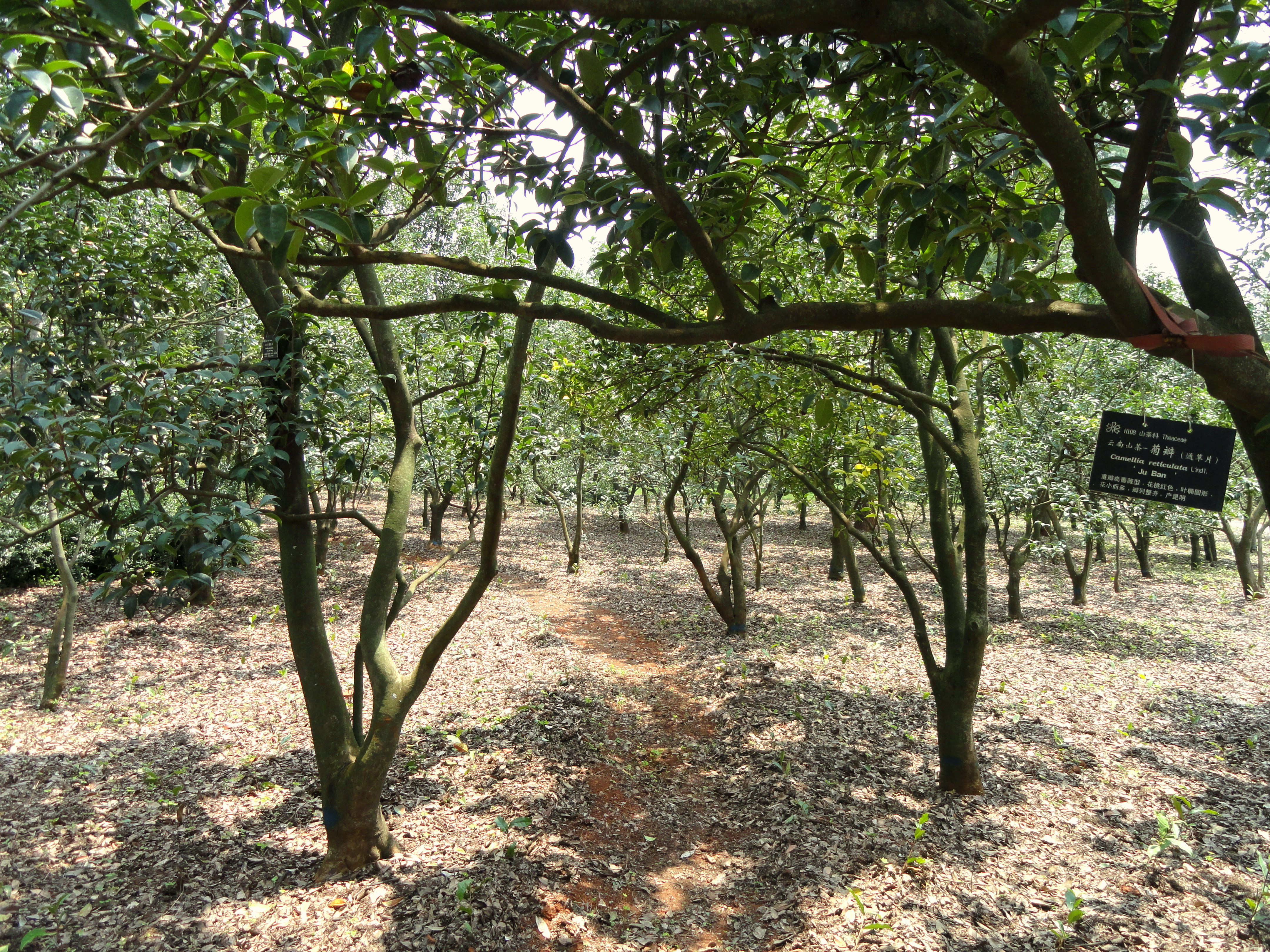